# طفرة بوشان
طفرة بوشان (بالإنجليزية: Buchan Spell)‏، هو طقس في غير أوانه، كأن يكون حاراً في فصل الشتاء أو بارداً في فصل الصيف، عبر عنه أليكسندر بوشان عام 1867م على أساس رصداته لفترة 50 سنة، حيث أظهرت وجود مثل هذا الشذوذ في الطقس تسع مرات في السنة. ( لا يعرف مكان رصداته في ال50 عاماً ) 